# Lilla Dammtjärnen, Värmland
Lilla Dammtjärnen är en sjö i Årjängs kommun i Värmland och ingår i Göta älvs huvudavrinningsområde.